# ゲーマーズヘブン!
『ゲーマーズヘブン!』は、村上真紀による日本の漫画作品。『月刊コミックブレイド』（マッグガーデン）にて2002年11月号から連載された。現在は休載中。コミックスは2009年7月現在、4巻までが発売されている。2004年にはドラマCDが発売された。

## ストーリー
主人公の鈴木カイトはゲームが好きな中学3年生。そんな彼の元にある日、「GAMERZ HEAVEN」という差出人不明のゲームソフトが送られてきた。カイトが早速そのゲームをプレイしてみると、突如ゲームの世界に取り込まれ、ナビゲーターのナタと出会う。どうやらプレイヤーはゲーム世界の侵略から現実世界とナタを守らなければゲームクリアができないらしい。

## 登場人物
鈴木カイト
主人公。ゲーム廃人。彼の元に「GAMERZ HEAVEN」が送られてきた。後述のナタに萌えている。戦闘では剣を使って戦う。ナタにキャラ萌えをしたことでナタを救う決意をした。現実世界よりもナタのほうを大事に思っている。不良によくいじめられる。本人曰く、一回でもしゃべったヤツは全員友達。
ナタ（ナビゲーター）
「GAMERZ HEAVEN」の赤い目青い髪のナビゲーター。カイトが萌えるようにプログラムされている。ゲーム内の世界では「セカンドゾーン（現実世界）に行けば永遠の命が得られる」という民間信仰が存在しており、故に彼がゲーム世界とセカンドゾーンとを繋ぐゲートであるため多数の敵に狙われている。敵キャラクターがナビゲーターという言葉を聞いて襲い掛かってくることを避けるために、名前はナビゲーターを短縮してナタとなった。セーブをすればカイト達を現実世界に帰すことのできる力があるが、その回数には制限があり、あと一回しか使うことができない。
川島香子
眼鏡っ娘の中学生。カイトに好意を抱いている。ゲーム内では身体能力が格段に跳ね上がり、素手で戦う。時折別人みたいに態度や言動が豹変し、犯そうとしてきた後述の坂下先生の左腕をもぎ取ってしまったこともある。覚醒（？）中の記憶を本人は有していない。
ラッシュ
実は人ではなくチワワである。後述の蓮の愛犬だった元はエリアマスターであったがレベルが2に下がってしまったためにカイト側につく。蓮に修行で富士の樹海に置き去りにされた過去を持つ。そのことを本人のラッシュは知らず、蓮に復讐しようとしていた。時たまチワワの姿に戻ってしまう。
芹沢蓮
ゲーム会社社長の中学生。身長は180cm以上。格好のいい容貌であることを利用して、カイトの悪口を言う不良を、巧みに女子を操って襲わせている。そのため不良からは怖がられている。ゲーム内では回復役。回復魔法は命を削り、また使っているときは背中から翼が生える。子供嫌い。
南条李緒
中学生。ゲームセンターでおごってもらうことを条件にカイトの仲間になった。川島香子に好意を抱いている。ゲーム内では魔法を使い、魔弾（？）をぶっぱなす。一時は敵側に寝返った。エリアマスターとなりエリアを自宅の土地に書き換えたが、再びパーティーに戻ってきた。彼女の家は都内の域を超えており、玄関前に地雷がびっしりと仕掛けられている。また広大な庭（森）も持っていて、軍隊や惑星を所有しているらしい。ちなみにじいさんの墓が前方後円墳。ゲームセンターでは鬼と化す。
雛瀬樹
鈴木カイトを憎んでいて、不良たちにゲームセンターで半殺しにするように助言した。不良たちは目的を果たせなかったがゲームセンター内でカイトが問題を起こしたことを学校に通報し、退学を目論んでいた。ゲーム内ではエリアボスになっている。カイトを憎む原因はカイトの素直さである。「ナビゲーターなどどうでもよい」の発言が反逆罪とみなされロストソウルに殺された。精霊を召喚して戦う。
村上
長髪の不良。デコチャリ。カイトをいじめるが芹沢蓮が女子を誘導し攻撃をさせたために、ボコボコにされた。ゲーム内ではハイクラス。全防御力と全ステータスが上がる究極☆合体ができる。合体時の容姿やポーズでさんざんカイト達に笑われたが、物理攻撃や魔法攻撃が効かずカイト達は苦戦を強いられた。
多田
リーゼントの不良。カイトをいじめるが芹沢蓮が女子を誘導し攻撃をさせたために、ボコボコにされた。ゲーム内ではハイクラス。全防御力と全ステータスが上がる究極☆合体ができる。合体時の容姿やポーズでさんざんカイト達に笑われたが、物理攻撃や魔法攻撃が効かずカイト達は苦戦を強いられた。
吉田
不良。カイトをいじめるが芹沢蓮が女子を誘導し攻撃をさせたために、ボコボコにされた。ゲーム内ではハイクラス。全防御力と全ステータスが上がる究極☆合体ができる。合体時の容姿やポーズでさんざんカイト達に笑われたが、物理攻撃や魔法攻撃が効かずカイト達は苦戦を強いられた。
小倉
学級委員長。ゲーム内でカイトの最初の敵として現れた。ゲームがしたいがために掃除をサボったカイトへの怒りでモンスターに変身した。カイトによって倒されたのだけれども、死ぬ間際に上層部へナビゲーターのことを報告した。現実世界に戻ると倒された小倉さんは消えていて誰も覚えておらず、カイトの記憶の中にしか残っていない。
坂下
現国の教師。影がとても薄く名前もよく間違えられ、さらには誰だか知らないとさえ言われる始末の人物である。ゲーム内ではエリアマスターとなっており無許可で土地を学校に書き換えた。人を動物にできる魔法を行使できる。川島香子を犯したいがために、教員を全て動物に変身させた。風呂から現れて川島香子と南条李緒をさらうことに成功したものの、覚醒した香子に左腕をちぎられて逃亡。その後ロストソウルに殺害される。
ロストソウル
ゴーグルに露出度の高い服、背中に黒い翼、巨大な鎌を持った肌の色が黒い少年。ナタには全キャラクターデータが登録されているのにもかかわらず、データもパラメーターすらも表示されることがない。ナタの半身。彼はナタにリンクすることができ、セカンドゾーンへ行くためにナタのプロテクトを解除した。ラスボスの直属の部下らしい。
森田
カイト達の行く先々に現れる不思議なサングラスのおじさん。コスプレショップやホテル、保健室の先生、南条家の執事の仕事もしている。本人曰く時代は多角経営だとのこと。

## 書籍情報
- 第1巻 ISBN 9784901926409
- 第2巻 ISBN 9784901926829
- 第3巻 ISBN 9784861270321
  - マウスパッド付き初回限定版 ISBN 9784861270239
- 第4巻 ISBN 9784861271366

## ドラマCD
2004年10月22日に第1巻が発売。第2巻以降は発売されていない。脚本は名取佐和子が担当。
キャスト
- 鈴木カイト - 山口勝平
- ナタ - 釘宮理恵
- 川島香子 - 川澄綾子
- ラッシュ - 三木眞一郎
- 芹沢蓮 - 緑川光
- 南条李緒 - 豊口めぐみ
- ロストソウル - 小林由美子
- 森田 - 東地宏樹
- エリアボス - 星野充昭
- 中華屋主人 - 竹本英史
- 子供 - 日比愛子
- 女性 - 陰山真寿美、前田沙耶香